# 大賀真一
大賀 真一（おおが しんいち、1964年〈昭和39年〉8月17日 - ）は、日本の警察官僚。

## 来歴
山口県山口市出身。山口県立宇部高等学校を経て、1988年（昭和63年）、京都大学法学部を卒業し、同年、警察庁へ入庁。入庁後、神奈川県警察本部刑事部捜査第二課長、三重県警察本部長、警察大学校副校長 、警視庁刑事部長、神奈川県警察本部長などを歴任。
2021年（令和3年）9月22日、警視庁副総監に就任。
2022年（令和4年）1月14日、警察庁刑事局長に就任。
2023年（令和5年）1月16日、辞職。